# Gustavo Alamón

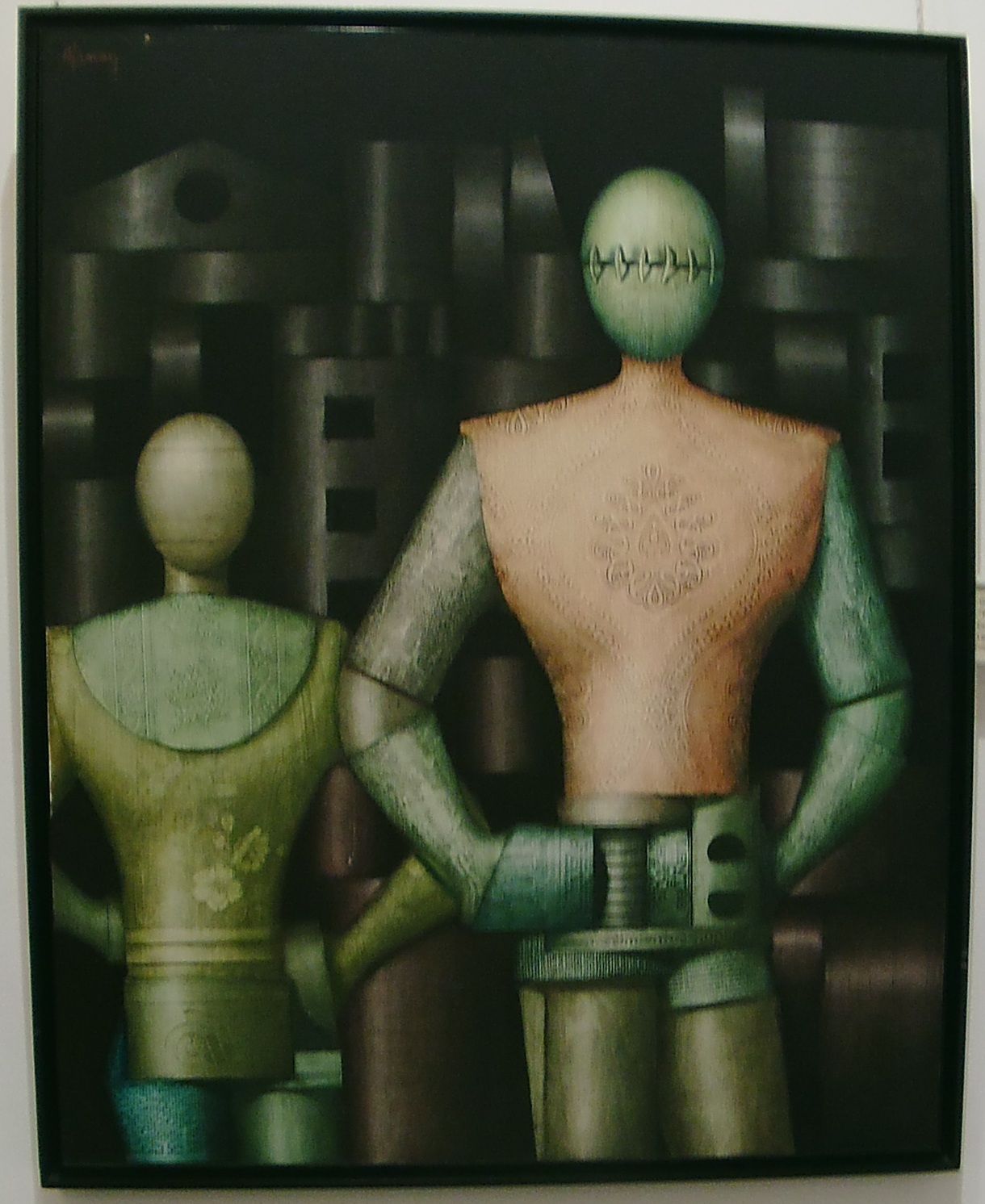
Gemälde von Gustavo Alamón

Gustavo Alamón da Rosa (* 13. Januar 1935 in Tacuarembó, Uruguay; † 23. Juni 2020) war ein uruguayischer Maler und Grafiker.

## Leben
Alamón, der seine Ausbildung an der Escuela Nacional de Bellas Artes und bei Anhelo Hernández erhielt, lebte zunächst sowohl in Tacuarembó als auch in Fray Bentos und war dort als Lehrer tätig. 1979 zog er nach Montevideo. Von 1991 bis 1994 lebte er in Madrid. Er gründete das Atelier El Sótano in seiner Geburtsstadt und leitete solche in Salto, Fray Bentos und Paysandú. Später eröffnete er sein eigenes Atelier. Alamón war an zahlreichen Ausstellungen im In- und Ausland beteiligt. Dort wurde er mit diversen Preisen bedacht.
1981 erhielt er seitens der spanischen Botschaft den Ersten Preis der Malerei, der eine Reise nach Europa zur Folge hatte. Beim 28. Salón Nacional de Artes Plásticas wurde er mit dem Porträt-Preis ausgezeichnet. Es folgten ein Erster Preis beim Salón del Este para pintura joven und die Goldmedaille des VII. Salón Nacional de Primavera in Salto. Im Jahr 1979 stehen für ihn der Erhalt des Ersten Preises beim Primer Salón del Interior in Rocha und der Preis Universidad de la República beim X. Salón Nacional de Primavera in Salto zu Buche. Im Folgejahr empfing er den Ersten Preis bei der III. Biennale der Uruguayischen Malerei in Maldonado. Auch wurde er mit dem Nationalen Großen Preis der Malerei beim 47. Salón Nacional de Artes Plásticas und 1985 als Chevalier des Ordre des Arts et des Lettres ausgezeichnet. Das Museo Nacional de Artes Visuales stellt seine Bilder aus. Zudem sind seine Werke in weiteren Museen weltweit zu sehen, so beispielsweise in Punta del Este im Museo de la Fundación Rally aber auch in Chile im Museo de Arte Moderno de Valparaíso, in Paraguays Museo Paraguayo de Arte Moderno in Asunción, den USA und diversen europäischen Ländern.

## Ausstellungen
- 2012: Os Robôs de Alamón, Mischtechniken, Caixa Cultural, São Paulo, Brasilien, vom 29. September bis 2. Dezember 2012[3]